# Pencey Prep
Pencey Prep foi uma banda integrada pelo guitarrista do My Chemical Romance, Frank Iero e ex-membros das bandas Sector 12 e Stick Figure Suicide,' teve poucos trabalhos lançados devido seu curto período em atividade.

## História
Antes do Pencey Prep, dois dos membros tocaram em bandas punk locais; Frank Iero do Sector 12 e Neil Sabatino do Stick Figure Suicide. Enquanto estudante na Rutgers University, Iero era guitarrista e vocalista principal do Pencey Prep. Junto com seus companheiros de gravadora,  a banda Thursday, o Pencey Prep era considerado parte da crescente cena pós-hardcore e punk de Nova Jersey e, em 2001, eles assinaram com a Eyeball Records. Eles se apresentaram várias vezes ao lado do Nada Surf. Pencey Prep lançou seu único álbum completo Heartbreak in Stereo em 2001 e foi relançado pela Eyeball Records em 2004. Pouca participação durante uma turnê de três semanas no meio-oeste dos Estados Unidos e brigas dentro da banda levaram a o fim da mesma e em maio de 2002 os membros se separaram.
De acordo com a página da banda no MySpace, o nome é retirado do livro The Catcher In The Rye; Pencey Prep era escola da qual o personagem principal Holden foi expulso.

## Antes de Pencey Prep
Sabatino deixou o Pencey Prep em 2001 e fundou a banda de indie rock Fairmont, originalmente um projeto acústico solo; no entanto, McGuire entrou no baixo pouco depois. Vendo os primórdios de Fairmont, Sabatino diz que "queria que fosse minha ex-banda Pencey Prep, eu formei o grupo para ser um cinco integrantes com duas guitarras, teclado, baixo, bateria, voz e um screamer. Esta formação durou muito brevemente[;] senti que estava tentando [...] escrever música pesada apenas para me encaixar no resto da cena de Nova Jersey da época." De 2004-2007 McGuire tocou em Fairmont com Sabatino após a reconciliação e em 2007, McGuire juntou-se a Iero como baixista da banda de hardcore Leathermouth.
Pouco depois de seu lançamento em 2002 com a Eyeball Records, o Pencey Prep se separou e Iero começou a tocar com as bandas I Am A Graveyard  e Give Up The Ghost, antes de conseguir uma vaga como guitarrista rítmico do My Chemical Romance. Ele se juntou ao My Chemical Romance dias antes de começarem a gravar seu álbum de estreia de 2002, I Brought You My Bullets, You Brought Me Your Love, também lançado pela Eyeball Records. A experiência que Iero ganhou tocando ao vivo com o Pencey Prep, de acordo com a biografia de Laura La Bella, My Chemical Romance, "tornou-se inestimável quando a banda acabou agendando shows ao vivo que não fossem "festas de porão".".  O tecladista Simon saiu em turnê com My Chemical Romance, bem como co-autor da série de quadrinhos de 2013 The True Lives of the Fabulous Killjoys com Gerard Way.

## Integrantes
- Tim Hagevik (Bateria)
- Frank Iero (Vocal, Guitarra)
- John "Hambone" McGuire (Baixo, Backing Vocal)
- Neil Sabatino (Guitarra, Backing Vocal)
- Shaun Simon (Teclado)

Em alguns shows, encontramos Matt Pelissier (ex-integrante) e Ray Toro do My Chemical Romance tocando.

## Discografia

### Álbuns
- Heartbreak in Stereo (26 de novembro de 2001)

### Singles
- Trying to Escape the Inevitable ("The Secret Goldfish / "Eighth Grade") (2000, Riversideriot Records)
- Long Walk to Forever ("Yesterday" / "Lloyd Dobbler") (2000, Eyeball Records)